# Xavier Caféïne
Xavier Plante connu sous le nom d'artiste Xavier Caféïne, ou, parfois, Xavier Caféine est un chanteur/musicien de rock indé et punk rock, autrefois associé à son groupe originel, Caféïnequi faisait dans le rock/garage. Créé en 1997, celui-ci s'est produit pour la dernière fois début 2002. 
Toutefois, il a récemment adopté un son évoquant une combinaison des premiers groupes de punk (par exemple The Clash, Bad Religion et The Pixies) et de ses contemporains indy (qui incluent Trail of Dead, Malajube et We Are Scientists). Ce nouveau son est surtout discernable dans ses derniers albums. Il est présentement sous contrat avec Indica Records, tout comme les Vulgaires Machins.
En août 2006, il enregistra son premier album (Gisèle) en tant qu'artiste solo. Il joua la plupart des instruments sur son album mais reçut une aide de Michel Langevin à la batterie pour quelques chansons. Le disque est décrit comme étant authentique de l'artiste et les fans du rock et les critiques musicaux au Québec l'ont apprécié.
Il a offert des spectacles dans plusieurs festivals au Canada, dont le Festival musique et arts Osheaga (2007), le Festival d'été de Québec (2006–2008), les FrancoFolies de Montréal (2006–2008) et Woodstock en Beauce (2006–2007).
En 2007, le chanteur belge Plastic Bertrand l'approcha pour collaborer à l'écriture et à la composition de son nouvel album. Ensemble, ils écrivirent 7 chansons.
La Société canadienne des auteurs, compositeurs et éditeurs de musique (SOCAN) lui remit le prix Chanson découverte de l'année 2008 pour La fin du monde.

## Discographie
- 1997 - Mal éduqué mon amour
- 2000 - Pornstar
- 2004 - Poxy
- 2006 - Gisèle (Indica Records)
- 2009 - Bushido (Indica Records)
- 2013 - New Love (Indica Records)